# Missa
Missa är japanska gruppen Dir en greys första minialbum, från 1997.

## Låtar
1. Kiri to Mayu
2. [S]
3. Erode
4. AOI TSUKI
5. GARDEN
6. Byou [] Shin